# Cyathea isaloensis
Cyathea isaloensis är en ormbunkeart som beskrevs av Carl Frederik Albert Christensen. Cyathea isaloensis ingår i släktet Cyathea och familjen Cyatheaceae. Inga underarter finns listade.